# 西高須停留場
西高須停留場（にしたかすていりゅうじょう）は、高知県高知市葛島一丁目にあるとさでん交通後免線の路面電車停留場。

## 歴史
当停留場は1964年（昭和39年）に新設された停留場である。

### 年表
- 1964年（昭和39年）8月30日：土佐電気鉄道の停留場として開業[1]。
- 2014年（平成26年）10月1日：土佐電気鉄道が高知県交通・土佐電ドリームサービスと経営統合し、とさでん交通が発足[2]。とさでん交通の停留場となる。

## 停留場構造
ホームは2面あり、東西方向に伸びる2本の線路を挟み込むように向かい合って配される（相対式ホーム）。線路の北側にあるのが後免町方面行きのホーム、南にあるのがはりまや橋方面行きのホームである。

## 停留場周辺
後免線の軌道は国道195号に沿って敷かれ、南を並走する。隣の葛島橋東詰停留場との間は専用軌道化されており、当停留場の先で軌道は国道と別れる。
北には量販店（サニーマート高須店）があり、買い物客の利用が多い。

## 路線バス
「西高須」バス停留所があり、以下の路線が乗り入れる。
| 乗場     | 系統                                         | 主要経由地                 | 行先         | 運行会社     | 備考       |
| -------- | -------------------------------------------- | -------------------------- | ------------ | ------------ | ---------- |
|          | K2                                           | 介良通、本江田橋、中野団地 | 潮見台三丁目 | とさでん交通 | 土休日運休 |
| J1       | 県立美術館通、高知医療センター               | 種崎                       |              | とさでん交通 |            |
| J2       | 県立美術館通、高知医療センター、十市バイパス | 後免町                     |              | とさでん交通 |            |
|          | K1,K2-T1                                     | はりまや橋                 | 桟橋車庫     | とさでん交通 |            |
| K2-C1    | はりまや橋                                   | 県庁前                     | 土休日運休   | とさでん交通 |            |
| J1,J2-G1 | はりまや橋                                   | 高知駅                     |              | とさでん交通 |            |

## 隣の停留場
とさでん交通
後免線
県立美術館通停留場 - 西高須停留場 - 葛島橋東詰停留場